# VHS-BG附加型榴彈發射器
VHS-BG是一款由克罗地亚槍械製造商HS Produkt公司為配合VHS突击步枪系列而研製及生產的單發下掛式榴弹发射器，發射40×46毫米低速、中速榴彈。它除了可以下掛於步槍的下護木，也可通過增加帶有手槍握把與槍托的擴展機匣改裝成一具獨立的肩射型榴彈發射器武器系統。

## 設計
作為下掛式榴弹发射器，VHS-BG不但可藉由MIL-STD-1913戰術導軌裝在搭配於其以上的VHS突擊步槍系列（包括VHS-D1、VHS-K1、VHS-D2和VHS-K2）的護木下方使用，也可與舊式M16等現有的各類突擊步槍兼容；這時其瞄準具安裝在步槍以上使用。另一方面，也可裝上由手槍握把及伸縮式槍托等組件組成的擴展機匣改裝成肩射型榴彈發射器以獨立使用；這時其瞄準具安裝在擴展機匣以上。
裝填彈藥的方式是與HK AG36相似的槍管側擺式，只是槍管擺出方式與整體型左轮手枪擺出弹巢的方式相似。首先按下槍管釋放鎖鈕以解鎖並且利用弹簧簧力讓槍管向左前進，這樣一來既可輕易的退殼，又可方便地從槍管後方裝填彈藥。由於採用槍管側擺式，因而可讓榴彈發射器給左右兩手使用；亦因而可以使用更長的彈藥（例如穿甲彈、破片彈、溫壓彈、煙霧彈、照明彈、燃燒彈、化學彈、催淚彈、橡膠榴彈），因此使用起來比較靈活，可發射所有的40×46毫米低速榴彈系列或最近推出的中速榴彈。一旦讓槍管回復原位，撞針便會進入待發模式，之後瞄準方向且扣下板機，即可發射榴彈。

## 外部連結
- （英文）—HS-produkt—Grenade Launcher VHS-BG cal 40×46 mm